# Ooencyrtus ventralis
Ooencyrtus ventralis är en stekelart som först beskrevs av Masi 1917.  Ooencyrtus ventralis ingår i släktet Ooencyrtus och familjen sköldlussteklar. Inga underarter finns listade i Catalogue of Life.